# Las Juntas y los Veranos
Las Juntas y los Veranos es un ejido que forma parte del municipio de Cabo Corrientes, en el Estado de Jalisco, México.

## Población
Está poblado por 560 habitantes viviendo en 332 casas. Este ejido cuenta con 72 ejidatarios, de los cuales 90% son hombres y el otro 10% pertenecen a las mujeres de la comunidad, de igual manera cuenta con recursos forestales, agrícolas, ganaderas y principalmente con un potencial de atractivos ecoturístico.
También se tiene un número importante de especies de flora y fauna silvestre, suficiente para el aprovechamiento sustentable de los recursos naturales.
Ahí mismo, se contempla la obtención de ingresos por la presentación de servicios de turismo alternativo, así como del turismo ecológico. Este ejido trata de promover el turismo principalmente, para obtener recursos de ello, y para no verse en el problema de satisfacer sus necesidades, destruyendo sus bosques para vender madera, así como explotar sus recursos naturales no renovables, afectando sus ríos o erosionando sus montañas. De igual forma conservan el entorno y hábitat necesario para la sobre vivencia de las especies tanto de flora, como de fauna, propias de la zona. De ahí la importancia de que las nuevas generaciones de turistas a nivel mundial, tengan en cuenta esta nuevas formas de turismo, como son el turismo alternativo y el ecoturismo, a través de los cuales se pueden disfrutar nuevas y excitantes experiencias en contacto con la naturaleza, sin afectar a esta, de cuya operación emanan los recursos necesarios para la subsistencia de las comunidades enclavadas en estas zonas privilegiadas. Por lo anterior el ejido de Las Juntas y Los Veranos, se convierte en pionero en una de las pocas alternativas para lograr su autosuficiencia a través del desarrollo de estas actividades contribuyendo además a la preservación de nuestro planeta, ya que de alentarse la constitución de comunidades de este tipo, con los mismos objetivos y compromisos a nuestra naturaleza aseguraríamos la preservación de nuestro planeta.

## Historia
Las tierras del ejido eran terrenos nacionales y había varias personas que se autonombraban dueños de diferentes predios.
En febrero de 1965 se formó un grupo de 25 campesinos que se dedicaban a trabajar el chicle y el camarón, entonces hubo unos llamados terratenientes que ya no dejaron a nadie trabajar, en ese mismo año estaba otro grupo de la misma cantidad de personas (25), un grupo lo comandaba con el nombre de "Las Juntas" el Sr. Cecilio Segura Guerra, y el otro grupo, con el nombre de "Los Veranos" lo comandaba el Sr. David Amaral Robles.
Estos dos grupos se vieron obligados a solicitar a Comisión Agraria Mixta del Estado las tierras nacionales para trabajarlas, se hizo la solicitud en primera instancia del estado, la cual fue negada, posteriormente se hizo una segunda solicitud en segunda instancia de México, para esto se formó un comité particular; para gestionar la solicitud de las tierras agrarias y como ya estaba la primera solicitud, entonces los dos grupos se unieron para formar parte de uno sólo, ya que eran las mismas tierras las que estaban solicitando, así fue como se tomó el acuerdo de llamarlo "Las Juntas y Los Veranos".
A los que supuestamente decían ser dueños de esos terrenos, el gobierno les dio un año para demostrar con documentos para demostrar si en verdad eran los legítimos dueños, lo cual no lo pudieron comprobar. Y como se necesitaban recursos económicos para seguir los trámites legales en México, entonces se unieron a los solicitantes más personas, que formaron un total de 103.
En el año de 1975 se hizo un censo básico y solo 50 salieron registradas en el censo básico, porque eran las personas que en ese momento se encontraban en el pueblo, ya que las demás se encontraban en el cerro chilteando o sembrando.
El 8 de enero de 1976, fue dotado como ejido colectivo, estando como presidente en ese entonces Luis Echeverría Álvarez.
El primer comisariado ejidal fue formado por Flaviano García Bravo, como presidente; Julián Gordian López, como tesorero; David Amaral Robles, como secretario; Aurelio Martínez Durón, como consejo de vigilancia. 
Los primeros fundadores fueron: La familia de Celestino Ibarra Carrillo, la familia Amaral Robles, la familia del señor Rosalío Piña.

### Satisfactorios
Sin ser ejido el gobierno ayudó a construir una escuela, en el año de 1970, antes se les daba clase a los niños en un tejaban de cartón sin taparse por los lados, el que con máquinas también lo tiraron en una ocasión el teniente y en otra ocasión el señor Beltrán Puga, después con el apoyo del gobierno se hizo de material e igualmente dio apoyo para el ganado, para que hubiera con que se mantuviera la gente, todo esto era colectivo.
- Se construyó un preescolar en el año de 1986, con ayuda de gobierno y ejidatarios.

- En 1998 surgió el centro de salud, se construyó con el apoyo de ejidatarios y pueblo, en el año 2000.

- En el año 2000 se construyó una telesecundaria, con apoyo del gobierno, ejidatarios y pueblo.

## Localización
Forma parte del municipio de Cabo Corrientes, Jalisco. Se ubica a una altitud de 400 a 800 metros sobre el nivel del mar, entre lomas y faldas de cerros, al norte colinda con el ejido de Boca de Tomatlán y Mismaloya, al sur con el ejido de Pedro Moreno y el de Emiliano Zapata, al oriente con la comunidad del Cuale y al poniente con la comunidad indígena de Chapala y comunidad indígena de las Guasimas Es importante mencionar que se encuentra a 20 minutos aproximadamente de este municipio.
Se encuentra ubicado en el kilómetro 192 sobre la carretera Barra de Navidad, Puerto Vallarta, Jalisco.

## Extensión territorial
Este ejido posee 9,060 hectáreas aproximadamente de bosque y selvas así como de ríos y arroyos permanentes, cascadas y con gran potencial de recursos naturales de flora y fauna.

## Fauna
Entre una gama de especies podemos encontrar en esta comunidad a: chachalaca, armadillo, guacamaya, perico, nutria, choncho, iguana, venado, jabalí, mapache, coyote, zorra, huindurí, ardilla, aves como: cotorra montañesa, torito, chereca, urraca copetona, calandria zapoteca, galantina, marino, azulito, mariposa, gorrión morado, cuervito, chatito. 

## Vegetación
Está compuesta por selva media subcaducifolia (bosque tropical subperennifolio) selva baja caducifolia (bosque tropical caducifolio) y bosque de pino-encino en mayor proporción a las demás. En sus bosques predominan especies como: cedro, cuate amarillo, amapa, sinacacao, nogal, encino, palma de aceite de coco, así como el árbol café capomo y el mezcal.

## Clima
- Cálido subhúmedo con lluvias en verano.
- Temperatura mínima: 19,8 °C
- Temperatura máxima: 25,5 °C
- Precipitación mínima:5 mm
- Precipitación máxima:495 mm

## Hidrografía
Este municipio está considerado dentro de la cuenca del Pacífico Centro, siendo nuestros principales ríos: Peña Blanca, Los Horcones y La Puerta. Se cuenta también con esteros y manantiales, así como 3 lagunas artificiales.

## Suelo
Los tipos principales de suelos predomina el 80% el regosol eutrico y como suelos secundarios el cambisol eútico y Litosol. El 20% restante representa a la combinación regosol eutrico y feozom háplico, con algunas pequeñas proporciones de fluvisol crómico y cambisol crómico.
- Regosol (R): se caracteriza por tener una sola capa, son claros y se parecen a la roca que les dio origen.

- Cambisol (B): es un suelo muy poco desarrollado de cualquier clima a excepción de zonas áridas.

- Feozem (H): este cuenta con una capa superficial muy oscura, suave y cuenta con muchos nutrientes y minerales.

## Economía local
- Agricultura. Dentro de los cultivos destacan maíz, sorgo, y guinea.
- Ganadería. Se cría ganado bovino, porcino, equino y el caprino, principalmente.

## Medios de comunicación
Vía telefónica desde el año 2000.
En el año de 1962, aún este poblado no estaba comunicado por carreteras o brechas con el municipio de Puerto Vallarta, Jalisco. Fueron 8 años más tarde cuando se creó la primera carretera que los comunicara.

## Sistema
Cuentan con sistema de aprovechamiento integral de flora y fauna mediante la presentación de servicios de ecoturismo y turismo alternativo.

## Obras para ecoturismo
- Construcción zonas de campamento ecológicos: La Cañita, El Coapinole, El Biscoyul, La Puerta, Río Los Horcones.
- Acondicionamiento, restauración y protección de zonas arqueológicas "Las Pintadas".
- Construcción de miradores, puentes y torres de observación y vigilancia:

Las Pintadas, El Chorro, La Cañita, La Puerta, El Biscoyul, El Ciruelo Marcado, Loma Camino Edén.
- Senderos para caminar y disfrutar de la naturales: Las Cascadas, El Chorro, La Cañita, El Biscoyul, El Ciruelo Marcado, El Río Los Horcones.
- Zonas de campamento miradores y lugares de interés: Domo Geodésico en el Río los Horcones Cabo Real, Restaurante en el río Chicos Paradise.
- Construcción del campamento de lujo más grande de Iberoamérica, con más de 100 Eco Domos. Se trata de Cabo Real Exclusive Glamping Experiences, a 20 minutos del Jardín Botánico de Vallarta.

## Propósitos
El establecimiento de un desarrollo ecoturístico para realizar actividades recreativas, combinado con la conservación y la preservación de los recursos naturales de flora y fauna del lugar, construyendo a una mejor calidad de vida satisfaciendo las necesidades de la población actual y contribuir para satisfacer la creciente demanda que actualmente están teniendo los servicios ecoturísticos o de turismo alternativo. 

## Costumbres y tradiciones
En esta comunidad se suelen celebrar las siguientes fechas:
- 8 de enero, se celebra el aniversario del ejido.
- 12 de enero, se festeja a la Virgen de Guadalupe.
- 15 y 16 de septiembre, las fiestas patrias.

Para la celebración de la fiesta del 12 de enero se acostumbra celebrar un previo novenario al alba, hay repique de campanas, cohetes y música; se realizan peregrinaciones con danzas, música, estandartes y flores. También hay serenatas, en las que se quema el castillo y toros con buscapiés. Así mismo, se efectúan peleas de gallos, eventos deportivos y bailes. En los portales se instalan vendimias y puestos.

## Artesanía
Destaca la producción de huaraches y piezas de alfarería. En Trajes típicos, la mujer usa vestido de manta con bordados.

## Gastronomía
Todo tipo de mariscos preparados, así como antojitos mexicanos. Dulces Payos, atole de coco y chicle. Destacan bebidas como La raicilla.

## Objetivo del Ejido
El objetivo fundamental es fomentar el desarrollo regional y comunitario a través del impulso a ejidatarios dentro de un marco de sustentabilidad y competitividad de intereses ecoturístico, de educación ambiental y de turismo alternativo.
La elaboración de un plan de manejos de los recursos existentes en el predio mediante estudios, censos y monitores de poblaciones y ejemplares de especies silvestres y su hábitat, y el diseño rural de la ingeniería del proyecto rural y la creación de proyectos o actividades de ecoturismo, turismo rural sustentable y de aventura, así como obtención de un sistema de información geográfica y cartográfica digitalizada de zonicación y la toma de coordenadas de los vértices, de "EJIDO LAS JUNTAS Y LOS VERANOS" de una superficie aproximada de 9,060 hectáreas que nos permita l realización de proyectos con mayor tecnología y confiabilidad y así poder tomar decisiones de calidad en los predios del ejido "LAS JUNTAS Y LOS VERANOS" del municipio de cabo corriente Jalisco, México.

## Potencial ecoturístico
Debido al potencial ecoturístico y de recursos naturales que tienen los terrenos, aquí ha surgido como una actividad importante el turismo, la caza y la pesca, la cual se práctica en zonas de alta diversidad de ecosistemas, de especies de flora, fauna y de paisajes, ese tipo de turismo tiene la particularidad a diferencia del turismo tradicional de playa, que no requiere de gran infraestructura y de los niveles de servicios de los grandes centros turísticos para traer a visitantes a conocer estos lugares.

## Actividades
Senderos interpretativos, observación de aves, áreas de campamento, recorridos a los atractivos de la belleza escénica del lugar, como ríos, arroyos, cascadas, avistamiento de venados, chonchos, pericos, guacamayas, chachalacas, armadillos tejones, nutrias, etc., pesca deportiva en ríos, agroturismo: siembra de árboles frutales, cultivo de ave, recolección artesanal de goma en los árboles de chilte para la fabricación de chicle, montañismo. Paseo a caballo, fotografía rural y cacería fotográfica, piedras rupestres, práctica de natación.

### Tirolesa
Uno de los orgullos de esta comunidad sería CANOPY CHICOS PARADAISE, comprende una serie de 10 cables dispuestos a lo largo del río los Horcones, en la cual se pueden ver desde arriba casi en totalidad el pueblo, de su línea más alta podremos apreciar el mar, este recorrido tiene una duración de 1 hora con 30 minutos.
Fue construido y financiado por sus ejidatarios y apoyo del gobierno del estado. Durante todo el recorrido podremos observar una gran variedad de fauna silvestre y vegetación exuberante típica de la selva tropical, así como también gran cantidad de aves, entre las que encontramos pericos, calandrias, carpinteros, entre otros.

### Talleres artesanales
Es donde la experiencia se basa en participar y aprender la elaboración de diferentes artesanías en los escenarios y con los procedimientos autóctonos. Esta actividad actualmente está representada mayormente por los paseos o tours que se ofrecen a los turistas por parte de las fábricas de tequila, de raicilla; como lo son Tequila Tours Mamá Lucía, Tequila Tours Don Crispin y El Eden Tequila Tours, así como la recolección de goma de chicle en donde los turistas conocen el ancestral proceso de la fabricación y elaboración de estos productos tradicionales mexicanos.

### Vivencias místicas
Ofrece la oportunidad de vivir la experiencia de conocer y participar en la riqueza de las creencias, leyendas y rituales divinos de un pueblo, heredados de sus antepasados.

### Eco-arqueología
Estos viajes a zonas arqueológicas implican el interés de los turistas por conocer las relaciones entre el hombre y el medio ambiente en épocas antiguas, partiendo de los restos materiales que ha dejado, así como su importancia actual como forma de identidad cultural y conservación ambiental.

### Acampadas de lujo
El glamping es una forma de acampar que combina la comodidad y el lujo en medio de la naturaleza, en este sentido CABO REAL GLAMPING ofrece una experiencia única en la región, combinando domos geodésicos de diseño exclusivo, con lujo, confort y experiencias en medio de la jungla tropical, con sostenibilidad.